# Naturbahnrodel-Junioreneuropameisterschaft 1977
Die 4. FIL-Naturbahnrodel-Junioreneuropameisterschaft fand vom 9. bis 13. Februar 1977 in Feld am See in Österreich statt.

## Einsitzer Herren
| Platz | Name                | Zeit |
| ----- | ------------------- | ---- |
| 01    | Paul Berger         | ?    |
| 02    | Josef Theurl        | ?    |
| 03    | Andrea Millet       | ?    |
| 04    | Othmar Neulichedl   | ?    |
| 05    | Piero Poletto       | ?    |
| 06    | Richard Mittermair  | ?    |
| 07    | Ludwig Hellweger    | ?    |
| 08    | Gebhard Oberbichler | ?    |
| 09    | Raimund Pigneter    | ?    |
| 10    | Alois Pichler       | ?    |

36 Rodler kamen in die Wertung.

## Einsitzer Damen
| Platz | Name                | Zeit |
| ----- | ------------------- | ---- |
| 01    | Sonja Steiner       | ?    |
| 02    | Rosi Kalchschmid    | ?    |
| 03    | Anita Zameter       | ?    |
| 04    | Elisabeth Höllwerth | ?    |
| 05    | Nelly Chapellu      | ?    |
| 06    | Christa Fontana     | ?    |
| 07    | Delia Vaudan        | ?    |
| 08    | Monika Zobel        | ?    |
| 09    | Barbara Winkler     | ?    |
| 10    | Irmgard Volgger     | ?    |

14 Rodlerinnen kamen in die Wertung.

## Doppelsitzer
| Platz | Name                                  | Zeit |
| ----- | ------------------------------------- | ---- |
| 01    | Josef Theurl – Helmut Außerdorfer     | ?    |
| 02    | Paul Berger – Christian Oberhöller    | ?    |
| 03    | Gerhard Pircher – Franz Huber         | ?    |
| 04    | Erich Wiedenhofer – Othmar Neulichedl | ?    |
| 05    | Otto Meraner – Raimund Pigneter       | ?    |
| 06    | Piero Poletto – Giuseppe Cerise       | ?    |
| 07    | Alois Pichler – Sieghard Fankhauser   | ?    |
| 08    | Robert Marinelli – Nikolaus Wagner    | ?    |
| 09    | Josef Glatz – Stefan Ostler           | ?    |
| 10    | Helmut Freudig – Stefan Thaumiller    | ?    |

Zehn Doppelsitzer kamen in die Wertung.

## Medaillenspiegel
| Platz | Land       | Gold | Silber | Bronze | Gesamt |
| ----- | ---------- | ---- | ------ | ------ | ------ |
| 1.    | Österreich | 2    | 2      | 2      | 6      |
| 2.    | Italien    | 1    | 1      | 1      | 3      |